# 渡辺晃三
渡辺 晃三（わたなべ こうぞう、1938年4月12日- ）は、日本の俳優、声優。東京都出身。國學院大學卒。本名は渡辺 宣貮（わたなべ のぶじ）。

## 人物
劇団俳優座養成所第13期生として俳優デビューし、同期には應蘭芳、横内正、鹿島信哉らがいた。新劇場、東京演劇アンサンブル、砂岡事務所に所属し、劇団ひまわりでは専任講師、アクターズゼミナール伊那塾では講師を務めた。

## 出演作品

### テレビドラマ
- ザ・ガードマン
  - 第35話「姿なき眼」（1965年）
  - 第89話「死神の館」（1966年）
- ウルトラシリーズ
  - ウルトラマン（1966年）
    - 第1話「ウルトラ作戦第一号」 - 埼玉県警警邏隊
    - 第6話「沿岸警備命令」 - 港湾事務所職員

  - ウルトラセブン
    - 第7話「宇宙囚人303」（1967年） - 安藤アナウンサー ※ノンクレジット
    - 第38話「勇気ある戦い」（1968年） - 交通情報アナウンサー
- 特別機動捜査隊
  - 第266話「日曜日の死角」（1966年）
  - 第434話「赤ん坊」（1970年）
- 快獣ブースカ
  - 第5話「ブースカの名ガイド」（1966年） - アナウンサー
  - 第16話「氷河時代をふきとばせ!」（1967年） - 長谷川アナウンサー
  - 第22話「大爆発! ご用心」（1967年） - ナレーター
- マグマ大使
  - 第33話「恐怖の怪虫ピドラ」・第34話「迫る魔の手・宇宙植物ネスギラス」・第36話「地球を救え」（1967年） - スクランブル・レーダー係
  - 第43話「マグネット怪獣ジギラ現る!」・第44話「マグマの使命」（1967年） - 国際緊急部隊隊員
- あゝ同期の桜 第23話「出撃前夜」（1967年）
- 三匹の侍 第5シリーズ 第22話「燃える」（1968年） - 小林
- コメットさん 第76話「小さい小さいものの魂」（1968年） - 鳥羽
- 金メダルへのターン! 第39話（1971年）
- 放浪記 第38・39話（1974年）
- 八甲田山（1978年）
- うまい話あり（1986年）
- 税理士楠銀平の事件帳簿 消えた遺言書（2003年）

### 映画
- ドレイ工場（1968年） - 鈴木副委員長
- 沖縄（1970年） - 阿良景俊
- 戦争と人間（1970年） - 陸軍学校教官
- 若者の旗（1970年） - 三宅
- 人間であるために（1974年） - 新聞記者
- あしたの火花（1977年） - 塩沢書記長

### テレビアニメ
- 巨人の星（1969年）
- ルパン三世 (TV第1シリーズ)（1972年）

### 吹き替え
- ジェット・ローラー・コースター
- スーパーカー 謎の原爆 ※フジテレビ版

### 舞台
- 銀河鉄道の夜
- 十二人の怒れる男
- スクルージ
- トランプの国

### 演出
- 楽園終着駅
- 夏の夜の夢
- 12人の怒れる人々
- 第三帝国の恐怖と貧困*最期の演出